# USS Kentucky (BB-6)
«Кенту́ккі» (англ. USS Kentucky (BB-6) — американський пре-дредноут, другий типу «Кірсардж» та другий корабель військово-морських сил США, названий на честь штату Кентуккі.
«Кентуккі» був закладений 30 червня 1896 року на верфі компанії Newport News Shipbuilding у Ньюпорт-Ньюсі. 24 березня 1898 року він був спущений на воду, а 15 травня 1900 року увійшов до складу ВМС США.
За двадцять років служби «Кентуккі» не брав участі в бойових діях. З 1901 по 1904 рік пре-дредноут служив у Східній Азії, а з 1904 по 1907 рік здійснив круїз по Атлантиці. У 1907 році він у складі «Великого білого флоту» здійснив навколосвітнє турне, повернувшись до Сполучених Штатів у 1909 році. З 1909 і 1911 року пройшов етап модернізації, але не діяв знову до 1915 року, коли «Кентуккі» відплив до мексиканського узбережжя для участі в американському втручанні в Мексиканську революцію, де він залишався до 1916 року. З 1917 року до свого списання 29 травня 1920 року був навчальним кораблем. 24 березня 1923 року проданий на брухт.

## Історія служби

Карта маршруту Великого Білого флоту (державні кордони на карті 2009 року)

Найбільш значущою подією у проходженні служби «Кентуккі» був похід «Великого Білого флоту», який у 1907 році за наказом Президента США Т. Рузвельта за підтримки суден забезпечення здійснив навколосвітню подорож, продемонструвавши усьому світові зрослу міць та силу американського флоту. 17 грудня флот, до якого входили майже усі американські лінійні кораблі того часу, виплив з Гемптон-Роудс і здійснив перехід на південь до Карибського басейну, а потім до Південної Америки, зупиняючись у Порт-оф-Спейн, Ріо-де-Жанейро, Пунта-Аренас та Вальпараїсо серед інших міст. Після прибуття до західного узбережжя Мексики в березні 1908 року флот провів три тижні, тренуючись у бойових стрільбах корабельної артилерії.
Потім флот відновив подорож уздовж Тихоокеанського узбережжя Америки, зупинившись у Сан-Франциско та Сіетлі, а потім перетнув Тихий океан до Австралії, по дорозі зупинившись на Гаваях. Зупинки в південній частині Тихого океану включали Мельбурн, Сідней та Окленд.
Після Австралії флот повернув на північ до Філіппін, зупинившись у Манілі, а потім продовжив рух до Японії, де в Йокогамі відбулася церемонія привітання. У листопаді в Субік-Бей на Філіппінах протягом трьох тижнів проходили морські навчання. 6 грудня американські кораблі пройшли Сінгапур і увійшли в Індійський океан. У Коломбо флот поповнив запаси вугілля, перш ніж вирушити до Суецького каналу і знову поповнив свої льохи вугіллям у Порт-Саїді. Флот відвідав кілька середземноморських портів, перш ніж зупинитися в Гібралтарі, де міжнародний флот британських, російських, французьких та голландських військових кораблів привітав американців. Потім американські кораблі перетнули Атлантику, щоб повернутися на Гемптон-Роудс 22 лютого 1909 року, подолавши 46 729 морських миль (86 542 км). Там Теодор Рузвельт провів військово-морський огляд свого флоту.